# Open Source Initiative
A Open Source Initiative (OSI) - Iniciativa pelo código aberto - é uma organização dedicada a promover o software de código aberto ou software livre.
Ela foi criada para incentivar uma aproximação de entidades comerciais com o software livre. Sua atuação principal é a de certificar quais licenças se enquadram como licenças de software livre, e promovem a divulgação do software livre e suas vantagens tecnológicas e econômicas.
A OSI, assim como muitos membros da comunidade, considera que o software é, em primeiro lugar, uma ferramenta, e que o mérito dessa ferramenta
deve ser julgado com base em critérios técnicos. Para eles, o software livre no longo prazo é economicamente mais eficiente e de melhor qualidade e, por isso, deve ser incentivado. Além disso, a participação de empresas no ecossistema do software livre é considerada fundamental, pois são as empresas que viabilizam o aumento no desenvolvimento, implantação e uso do software livre.
A organização foi fundada em fevereiro de 1998, por Bruce Perens e por Eric S. Raymond. A formação da OSI começou com a publicação do trabalho de Eric Raymond, A Catedral e o Bazar em  1997.  Raymond's apresentou este trabalho na O'Reilly Perl Conference em setembro de 1997 que ajudou a desencadear a decisão da Netscape em liberar o código-fonte como software livre do mais popular navegador da Web em 22 de janeiro de 1998.
Raymond foi o presidente da fundação até fevereiro de 2005. Atualmente, o presidente é Michael Tiemann.
Em agosto de 1998 foi adicionada a organização um conselho de diretores.
Em 2012 a OSI anunciou uma mudança no seu modelo de governança de forma a incluir como membros as mais diversas entidades da comunidade de software livre. Essas entidades passaram não só a ter voz nas atividades diárias da OSI como também passarão a eleger os novos diretores do conselho da OSI. Dentre as primeiras entidades que se registraram como membros da OSI encontram-se:
- Apache Software Foundation
- Eclipse Foundation
- Creative Commons
- Drupal
- FreeBSD
- Joomla (via Open Source Matters)
- KDE
- Linux Foundation
- Mozilla Foundation
- Plone
- Sahana Software Foundation
- Wikiotics

## Relações com o movimento doFree Software
Apesar de ter nascido a partir da mesma história do Unix, do software livre e da cultura hacker do movimento "Free Software" lançado por Richard Stallman e a Free Software Foundation, a Open Source Initiative optou pelo uso do termo open source visto nas palavras de Michael Tiemann "Para ser livrar da atitude moralizadora e de confronto  que tinha sido associada anteriormente ao termo software livre e vender a ideia baseada estritamente no mesmo pragmatismo e objetivos de mercado que motivaram a Netscape"

Stallman defende-se afirmando que o foco prático da OSI sobre um modelo de desenvolvimento de software e de marketing ignora o que ele considera ser o "imperativo ético" central e o foco na "liberdade" que é a base do software livre, como ele o define, e ofusca a diferença de software semi ou totalmente proprietário.
Para Stalllman, a fundamental diferença é filosófica. No entanto, ele descreve o movimento de software livre e a Open Source Initiative como organizações separadas dentro da mesma comunidade de software livre. De acordo com Stallman, "nós discordamos da OSI em seus objetivos e valores básicos, mas os seus pontos de vista e os nossos conduzem, em muitos casos, para o mesmo comportamento prático - tal como o desenvolvimento de software livre. Como resultado, as pessoas do movimento de software livre e do código aberto muitas vezes trabalham em conjunto em projetos práticos, tais como desenvolvimento de software".
O conjunto de licenças aprovadas pela FSF e pela OSI é quase idêntico e, portanto, em termos pragmáticos, podemos considerar que o movimento pelo software livre e a iniciativa pelo código aberto se preocupam com o mesmo software, apenas com pontos de vista diferentes. De forma similar, os termos “free software”, “software livre”, “open source” e “software aberto” são, ao menos quando usados nesse contexto, sinônimos; a escolha por um ou outro é questão de preferência e identificação com um ou outro desses grupos.

## História
O movimento foi lançado em 1998 por  Jon "maddog" Hall, Larry Augustin, Eric S. Raymond, Bruce Perens, entre outros. O grupo adotou o Open Souce Definition para software de código aberto, baseado no Debian Free Software Guidelines. Eles também estabeleceram a Open Source Initiative (OSI) como a organização administradora do movimento.
Entretanto, eles não tiveram sucesso nas tentativas de proteger uma marca para o "código aberto" para controlar o uso do termo. Apesar disso, a OSI desenvolveu uma considerável influência na esfera corporativa e tem sido capaz de deter o abuso do termo a um mínimo tolerável. Forma, com a Free Software Foundation (FSF), as duas principais organizações de apoio da comunidade hacker.
O período inicial do movimento de código aberto coincidiu com a explosão das .com de 1998-2000, e viu um grande crescimento na popularidade do Linux e a formação de muitas companias favoráveis ao software aberto. O movimento também chamou atenção da industria de software dominante, levando empresas como Corel (Corel Linux), Sun Microsystems (OpenOffice.org), e IBM(OpenAFS), a oferecer software de código aberto. Na época da explosão das .com em 2001, muita das esperanças iniciais dos defensores do código aberto já tinham dado resultado, e o movimento foi prosperando pouco a pouco no clima da recessão de 2001-2003.
Em 2009, a organização foi temporariamente suspensa de suas operações como uma empresa da California, aparentemente em resposta ao problema fiscal de anos anteriores. Seu estado atual é "Ativa".
Em 20 de janeiro de 2011 a Open Source Initiative (OSI) e a Free Software Foundation (FSF) enviaram uma declaração conjunta para o Departamento de Justiça dos Estados Unidos, pressionando-o a examinar proposta de venda das patentes da Novell para a CPTN Holdings. As duas organizações acreditam que CPTN Holdings poderia usar essas patentes para atacar software FLOSS (Free, Libre, e Open Source).

## Membros do Conselho
O atual conselho da Open Source Initiative é formado por :
| - Karl Fogel - Mike Godwin - Harshad Gune - Jim Jagielski - Fabio Kon - Martin Michlmayr | - Andrew C. Oliver - Simon Phipps - Alolita Sharma - Michael Tiemann - Tony Wasserman |

Os antigos membros do conselho incluem:
| - L. Peter Deutsch - Brian Behlendorf - Guido van Rossum - Bruce Perens - Raj Mathur - Ian Murdock - Chip Salzenberg - Tim Sailer - Eric S. Raymond - Chris DiBona | - Bruno Souza - Sanjiva Weerawarana - Joi Ito - Matt Asay - Ken Coar - Rishab Aiyer Ghosh - Nnenna Nwakanma - Russ Nelson - Danese Cooper |

## Movimentos relacionados ao software de código aberto pelo mundo
- Indonesia, Go Open Source! IGOS
- Free and Open Source Software Society Malaysia  FOSS-SM - Malásia
- Ma3bar - Região Árabe
- Jordan Open Source Association - Jordânia
- Fueling FOSS em Sri Lanka